# Siegmund Schlossmann
Alexander Siegmund Schlossmann (født 18. november 1844 i Brody, død 2. juli 1909 i Kiel) var en tysk retslærd.
Schlossmann blev 1868 Dr. jur. på afhandlingen Zur Lehre von der Causa obligatorischer Verträge (1868), 1874 privatdocent i Breslau, samme år ekstraordinær professor i Bonn, 1884 ordentlig professor i Kiel. Efter at have udgivet Zur Lehre vom Zwange. Eine critische Abhandlung (1874) offentliggjorde Schlossmann 1876 sit meget læste skrift Der Vertrag med dets skarpsindige analyse af begrebet ret, et arbejde, hvortil også nordisk videnskab har taget hensyn.
Siden fulgte værker som Der Besitzerwerb durch Dritte nach römischem und heutigem Recht (1881), Das Kontrahieren mit offener Vollmacht (1892), det omfattende Die Lehre von der Stellvertretung insbesondere bei obligatorischen Verträgen. Kritik und wissenschaftliche Grundlegung I—II (1900 og 1902) og Der Irrtum über wesentliche Eigenschaften der Person und der Sache nach dem bürgerlichen Gesetzbuch (1903).
Af Schlossmanns talrige romanistiske skrifter skal fremhæves: Altrömisches Schuldrecht und Schuldverfahren (1904), In iure cessio und mancipatio (1904), Nexum (samme år), Litis contestatio (1905), Persona und πρόσωπον im Recht und im christlichen Dogma (1906), og Praescriptiones und praescripta verba (1907) foruden en række tidsskriftafhandlinger, således navnlig i "Zeitschrift der Savigny-Stiftung für Rechtsgeschichte". Som festskrift til Hänel forfattede Schlossmann Willenserklärung und Rechtsgeschäft (1907).